# U19-världsmästerskapet i handboll för herrar 2011
U19-världsmästerskapet i handboll för herrar 2011 var den fjärde upplagan av U19-VM i handboll på herrsidan och spelades i Argentina den 10–20 augusti 2011.

## Slutställning
1. Danmark U19
2. Spanien U19
3. Sverige U19
4. Frankrike U19
5. Egypten U19
6. Schweiz U19
7. Tyskland U19
8. Kroatien U19
9. Slovenien U19
10. Argentina U19
11. Sydkorea U19
12. Brasilien U19
13. Ryssland U19
14. Serbien U19
15. Qatar U19
16. Chile U19
17. Bahrain U19
18. Tunisien U19
19. Gabon U19
20. Nya Zeeland U19

## Utmärkelser

### All-star team
- Målvakt:  Nikola Portner (SUI)
- Vänstersexa:  Hugo Descat (FRA)
- Vänsternia:  Theis Baagøe (DEN)
- Mittsexa:  Ignacio Plaza Jiménez (ESP)
- Mittnia:  Aitor Ariño (ESP)
- Högernia:  Martin Larsen (DEN)
- Högersexa:  Mario Šoštarič (SLO)

### Övriga utmärkelser
- Mest värdefulla spelaren (MVP):  Jim Gottfridsson (SWE)
- Mest lovande spelare:  Nicolai Nygaard Pedersen (DEN)